# Giorgio Malan
Giorgio Malan (* 27. Januar 2000 in Turin) ist ein italienischer Pentathlet.

## Karriere
In seiner Kindheit begann Malan Karate, zu schwimmen und Ski zu fahren, ehe er im Alter von acht Jahren mit dem Modernen Fünfkampf begann. Bei der Olympischen Jugendspielen 2018 in Buenos Aires belegte er nach dem besten Fechtergebnis aller Teilnehmer den 6. Platz. 2021 debütierte er mit einem 22. Platz in Budapest im Weltcup. Im selben Jahr nahm Malan an seinen ersten Weltmeisterschaften teil, die er im Einzel auf Platz 31 beendete. Zudem wurde er Junioren-Europameister. In der Saison 2022 kam er erstmals im Weltcup auf das Podest. Beim Wettbewerb in Ankara gewann er Bronze. Bei den Weltmeisterschaften 2023 kam er im Einzel auf Platz 10. Im Sommer 2023 nahm Malan an den Europaspielen teil. Den Wettbewerb in Krakau gewann er äußerst knapp vor Joseph Choong und Csaba Bőhm mit 1534 Punkten, was gleichzeitig einen neuen Weltrekord darstellte, der im Mai 2024 durch Böhm um einen Punkt überboten wurde. Durch seinen Sieg bei den Europaspielen erhielt Giorgio Malan auch einen Startplatz für die Olympischen Spiele 2024.
In Paris nahm er an seinen ersten Spielen teil. Nach 18 Siegen im Fechten und weiteren guten Leistungen im Halbfinale qualifizierte er sich für das Finale. Auch dort zeigte er gute Leistungen und kam im abschließenden Laser Run als Dritter über die Ziellinie, wodurch er seine erste olympische Medaille gewann.

## Privates
Malan ist mit der italienischen Judoka Alessia Tedeschi liiert, die ebenfalls auf internationaler Ebene antritt. Er studiert Wirtschaft und Management.